# 尤里安·康斯坦丁諾維奇·舒茨基
尤里安·康斯坦丁诺维奇·舒茨基（Юлиан Константинович Шуцкий，1897年8月11日—1938年2月18日），為一俄罗斯语言学家、汉学家、翻译家，教授（1935年）、语言学博士（1937年）。

## 生平
舒茨基的父亲是一名林业学家，母亲是一名音乐老师；青年时期的舒茨基很喜欢音乐，他考進彼得格勒工业大学经济學系，並于1915至1923年创作了一系列的音乐作品。1914年分别前往德国、法国和瑞士，1920年起在苏联科学院亚洲博物馆（1930年更名为俄羅斯科学院东方学研究所）工作。1921年，舒茨基毕业于彼得格勒大学社会科学学院语言学系汉语研究专业。1928年，苏联科学院将其派到日本工作。1936至1937年，舒茨基为冬宫埃尔米塔日博物馆的工作人员。
1937年8月，舒茨基被人以间谍罪名逮捕，并判处死刑，于1938年2月枪毙。

## 学者生涯
舒茨基懂中文、日语、韩语、越南语（安南语）、满语、缅甸语、暹罗语（泰语）、孟加拉语（班图语）、印度斯坦语、梵语、阿拉伯语、希伯来语、德语、法语、英语、波兰语、荷兰语和拉丁语，亦是首位在俄罗斯进行粤语和越南语教学的学者，又与瓦西里耶夫共同编写了汉语教科书。
舒茨基的成名主要归功于翻译和讲解了被譽為「中国版摩西五经」的《易经》，他在被逮捕前两个月对《易经》的研究完成了博士论文；他的翻译版《易经》（1960年版）是20世纪公认的基础汉学研究著作，1979年英国和美国出版了英语版《易经》。1923年与阿列克谢耶夫共同出版了《8-9世纪中国抒情诗选集》。

## 著作
- 舒茨基. 博士论文，中国古典名著《易经》，语言学研究和翻译经验，列宁格列，1937
- 舒茨基. 中国古典名著《易经》，莫斯科，1960、1992、1993、1997
- 舒茨基.《老子和庄子著作中的道与德-道义的神奇力量》：中国文化分类，莫斯科，1998